# Gran Premio di Monaco 1936
Il Gran Premio di Monaco 1936 è stata l'ottava edizione del Gran Premio di Monaco, valida come prima prova del Campionato europeo di automobilismo 1936.

## Gara

### Risultati
| Pos | Nº | Pilota                  | Scuderia         | Vettura             | Giri | Tempo /Ritiro         | Griglia | Punti |
| --- | -- | ----------------------- | ---------------- | ------------------- | ---- | --------------------- | ------- | ----- |
| 1   | 8  | Rudolf Caracciola       | Mercedes-Benz    | Mercedes-Benz W25 K | 100  | 3:49:20.4             | 3       | 1     |
| 2   | 4  | Achille Varzi           | Auto Union       | Auto Union C        | 100  | +1:48.9               | 7       | 2     |
| 3   | 2  | Hans Stuck              | Auto Union       | Auto Union C        | 99   | +1 giro               | 4       | 3     |
| 4   | 24 | Tazio Nuvolari          | Scuderia Ferrari | Alfa Romeo 8C 35    | 99   | +1 giro               | 2       | 4     |
| 5   | 26 | Antonio Brivio          | Scuderia Ferrari | Alfa Romeo 8C 35    | 97   | +3 giri               | 11      | 4     |
| 5   | 26 | Giuseppe Farina         | Scuderia Ferrari | Alfa Romeo 8C 35    | 97   | +3 giri               | 11      | n/a   |
| 6   | 16 | Jean-Pierre Wimille     | Bugatti          | Bugatti T59         | 97   | +3 giri               | 8       | 4     |
| 7   | 22 | Raymond Sommer          | Privato          | Alfa Romeo 8C 35    | 94   | +6 giri               | 14      | 4     |
| 8   | 38 | Pietro Ghersi           | Scuderia Torino  | Maserati 6C 34      | 87   | +13 giri              | 17      | 4     |
| 9   | 18 | William Grover-Williams | Bugatti          | Bugatti T59         | 84   | +16 giri              | 16      | 4     |
| Rit | 20 | Philippe Étancelin      | Privato          | Maserati V8RI       | 37   | Rottura del serbatoio | 15      | 6     |
| Rit | 32 | Carlo Felice Trossi     | Scuderia Torino  | Maserati V8RI       | 29   | Sincronizzatore       | 12      | 6     |
| Rit | 6  | Bernd Rosemeyer         | Auto Union       | Auto Union C        | 12   | Incidente             | 5       | 7     |
| Rit | 12 | Luigi Fagioli           | Mercedes-Benz    | Mercedes-Benz W25K  | 8    | Incidente             | 10      | 7     |
| Rit | 36 | Eugenio Siena           | Scuderia Torino  | Maserati 6C 34      | 1    | Incidente             | 18      | 7     |
| Rit | 10 | Louis Chiron            | Mercedes-Benz    | Mercedes-Benz W25K  | 1    | Incidente             | 1       | 7     |
| Rit | 14 | Manfred von Brauchitsch | Mercedes-Benz    | Mercedes-Benz W25K  | 1    | Incidente             | 9       | 7     |
| Rit | 30 | Giuseppe Farina         | Scuderia Ferrari | Alfa Romeo 8C 35    | 1    | Incidente             | 6       | 7     |
| Rit | 28 | Mario Tadini            | Scuderia Ferrari | Alfa Romeo 8C 35    | 1    | Perdita d'olio        | 13      | 7     |
| NP  | 3  | Ernst von Delius        | Auto Union       | Auto Union C        |      |                       |         | 8     |

## Classifica
| Pos | Pilota                          | Punti |
| --- | ------------------------------- | ----- |
| 1   | Rudolf Caracciola               | 1     |
| 2   | Achille Varzi                   | 2     |
| 3   | Hans Stuck                      | 3     |
| 4   | Tazio Nuvolari                  | 4     |
| =   | Antonio Brivio                  | 4     |
| =   | Jean-Pierre Wimille             | 4     |
| =   | Raymond Sommer                  | 4     |
| =   | Pietro Ghersi                   | 4     |
| =   | William Grover-Williams         | 4     |
| 10  | Philippe Étancelin              | 6     |
| =   | Carlo Felice Trossi             | 6     |
| 12  | Bernd Rosemeyer                 | 7     |
| =   | Luigi Fagioli                   | 7     |
| =   | Eugenio Siena                   | 7     |
| =   | Louis Chiron                    | 7     |
| =   | Manfred von Brauchitsch         | 7     |
| =   | Giuseppe Farina                 | 7     |
| =   | Mario Tadini                    | 7     |
| 19  | Ernst von Delius                | 8     |
| =   | René Dreyfus                    | 8     |
| =   | Rudolf Hasse                    | 8     |
| =   | Hermann Lang                    | 8     |
| =   | Thomas Pitt Cholmondeley-Tapper | 8     |
| =   | Francesco Severi                | 8     |
| =   | Piero Dusio                     | 8     |
| =   | Carlo Maria Pintacuda           | 8     |
| =   | Clemente Biondetti              | 8     |
| =   | Walter Rens                     | 8     |
| =   | Earl Howe                       | 8     |
| =   | Richard Seaman                  | 8     |
| =   | Juan Zanelli                    | 8     |
| =   | Mario Tadini                    | 8     |
| =   | Eugenio Siena                   | 8     |
| =   | Jacques de Rham                 | 8     |